# Jišaj

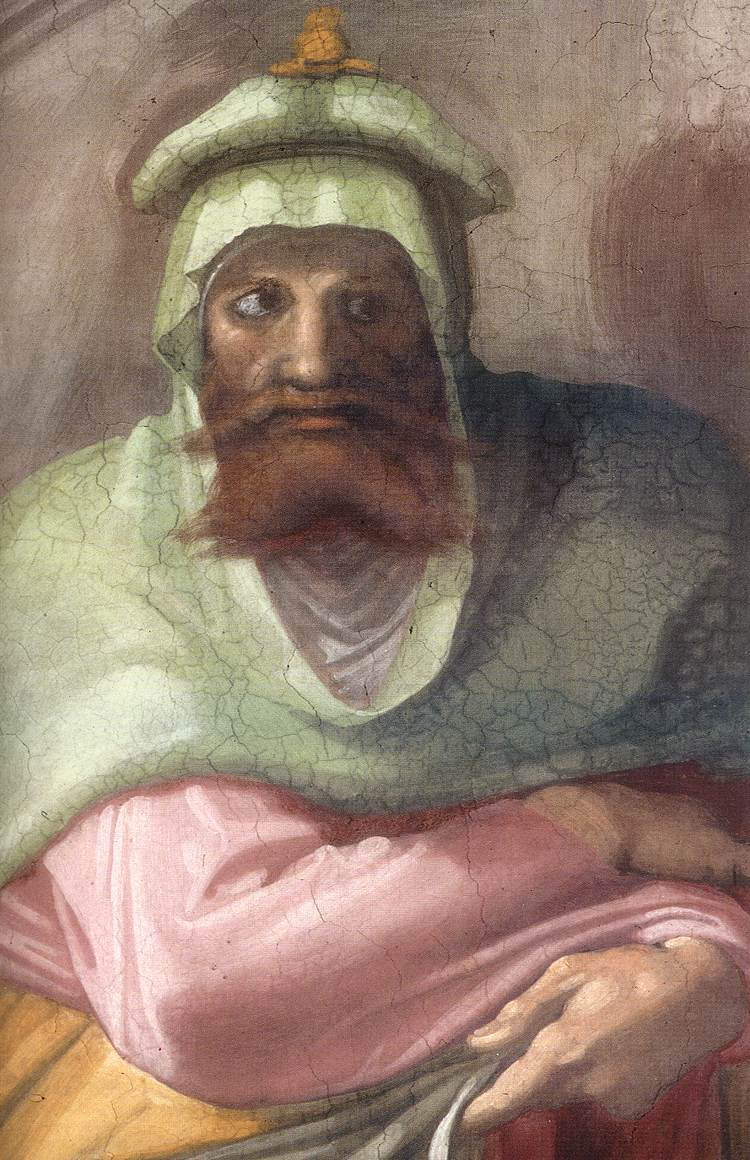
Michelangelovo vyobrazení Jišaje v Sixtinské kapli ve Vatikánu

Jišaj (hebrejsky יִשַׁי‎, ve významu "Zde je /Hospodin/?), též Isaj či Jesse, je starozákonní postava a otec izraelského krále Davida. Podle Tanachu byl synem Obéda a vnukem Bóaze a Rút. Novozákonní evangelia jej uvádí jako jednoho z předků Ježíše Nazaretského.
1. kniha Samuelova uvádí, že Jišaj měl osm synů, z nich byl David nejmladší; podle Knihy kronik však bylo synů dohromady jen sedm. Jišajova rodina žila v Betlémě. Křesťané jsou pak na základě evangelních rodokmenů přesvědčeni, že Jišaj je jedním z předků Ježíše Krista, na nějž se pak vztahuje i proroctví o „výhonku Jišajově“ v knize Izajáš.